# Manawatu (fleuve)
Le fleuve Manawatu (anglais : Manawatu River) est le principal cours d'eau du sud de l'île du Nord de la Nouvelle-Zélande, dans le district de Manawatu, dans la région du Manawatu-Wanganui et un fleuve se jetant dans la mer de Tasman.

## Étymologie
La rivière Manawatu, avec plus au nord la rivière Whanganui, donne son nom à la région de Manawatu-Wanganui. Le nom de la rivière vient d'un mot Māori manawa (le cœur, l'esprit) et tū (qui reste calme ou déprimé), dès lors le cœur qui reste calme malgré la peur ou l'esprit déprimé. Haunui était à la poursuite de sa femme et arriva à la rivière tenant fermement sa poitrine quand il donna son nom à la rivière.

## Géographie
La rivière prend sa source dans le nord-ouest de Norsewood (en) dans la chaîne Ruahine au sud de Hawke's Bay.
Elle coule initialement vers l'est avant se diriger vers le sud-ouest près de Ormondville, puis s'écoulant sur 40 km avant de tourner et couler vers le nord-ouest près de Woodville. À partir de ce point la rivière entre dans gorges de Manawatu (en). Au-delà des gorges, elle tourne au sud-ouest et elle traverse la ville de Palmerston North, et finalement forme l'estuaire du Manawatu où elle se jette dans la mer de Tasman à Foxton Beach.

### Environnement physique
Cette rivière est unique parmi les rivières de Nouvelle-Zélande, partant du côté est de la division principale de la chaîne pour terminer à son embouchure à l'ouest. L'explication pour cela est le rehaussement progressif de la partie centrale de la chaîne. La chaîne s'est érigée au fur et à mesure, que les gorges se sont creusées par l'action de la rivière au lieu de l'érosion habituelle d'une chaîne préexistante à  l'action de l'eau de la rivière. Ceci suggère que la rivière est ancienne et existait déjà avant le massif des Ruahine et l'érection des monts Tararua.

### Bassin versant
Son bassin versant est de 13 920 km2.

## Affluents
Les affluents tributaires de cette rivière comprennent les rivières : Makakahi, Mangahao, Pohangina et la rivière  Oroua.

## Hydrologie
La longueur totale du Manawatu est de 180 km, faisant de lui seulement le 12e plus long fleuve du pays, mais avec 102 m3/s, c'est l'un des fleuves au débit le plus important et le second après le Waikato de l'île du Nord.

### Crues
La rivière Manawatu déborda en février 2004, entraînant le déplacement de 3 000 personnes (avant tout des villes de Marton et Feilding et endommagea plus de 1 000 fermes de Manawatu. Le coût de l'inondation en termes d'assurance fut de 122 millions de dollars néo-zélandais. D'autres dommages furent évités par l'ouverture de l'écluse de Moutoa (qui intercepte la rivière entre Foxton et Shannon).